# Szlamiec krótkodzioby
Szlamiec krótkodzioby (Limnodromus griseus) – gatunek średniej wielkości ptaka wędrownego z rodziny bekasowatych (Scolopacidae). Gniazduje w północnej części Ameryki Północnej, zimuje na wybrzeżach Ameryki Północnej i Południowej. Jest narażony na wyginięcie.

## Systematyka i zasięg występowania
Takson ten jest blisko spokrewniony ze szlamcem długodziobym (L. scolopaceus), który bywał czasami uznawany za jego podgatunek.
Zamieszkuje w zależności od podgatunku:
- Limnodromus griseus caurinus – gnieździ się w południowej Alasce, południowym Jukonie oraz w północno-zachodniej Kolumbii Brytyjskiej; zimuje na wybrzeżach Pacyfiku od środkowych USA po południowe Peru oraz na wyspach Galapagos
- Limnodromus griseus hendersoni – gnieździ się w środkowej Kanadzie, na zachód od Zatoki Hudsona; zimuje od południowo-wschodnich wybrzeży USA po Panamę
- Limnodromus griseus griseus – gnieździ się w północno-wschodniej Kanadzie od Zatoki Jamesa przez środkowy Quebec po zachodni Labrador; zimuje na wybrzeżach Atlantyku od południowych USA i Indii Zachodnich po Brazylię.

Bardzo rzadko zalatuje do Europy. Nie odnotowano żadnych potwierdzonych stwierdzeń na terenie Polski.

## Morfologia
Wygląd
W okresie godowym ptaki brązowe z ciemnymi cętkami na grzbiecie, wierzch głowy ciemnobrązowy, spód jaśniejszy, również z cętkami. Na piersi wyraźnie zaznaczony rdzawy nalot, dziób samicy dłuższy niż samca. W zimie upierzenie szare z ciemnymi cętkami, dziób ciemny, nogi żółte.
Wymiary średnie
- długość ciała ok. 25–29 cm[2]
- rozpiętość skrzydeł ok. 45–51 cm[2]
- masa ciała ok. 65–154 g[2]

## Biotop
Mokradła tajgi i tundry, zimuje na morskich wybrzeżach.

## Rozród
GniazdoNa ziemi.
JajaW ciągu roku wyprowadza jeden lęg, składając 4 zielono-brązowe lub oliwkowe, cętkowane jaja.
WysiadywanieJaja wysiadywane są przez okres około 21 dni przez obydwoje rodziców.

## Pożywienie
Bezkręgowce, zwłaszcza robaki morskie, mięczaki, skorupiaki i równonogi. Niewielką część diety stanowi materia roślinna, np. nasiona.

## Status zagrożenia
Międzynarodowa Unia Ochrony Przyrody (IUCN) od 2024 roku uznaje szlamca krótkodziobego za gatunek narażony (VU, Vulnerable); wcześniej był on klasyfikowany jako gatunek najmniejszej troski (LC, Least Concern). W 2023 roku organizacja Wetlands International szacowała liczebność światowej populacji na około 245 tysięcy dorosłych osobników. Trend liczebności populacji jest spadkowy.